# Этель Скалл 36 раз
«Этель Скалл 36 раз» (англ. Ethel Scull 36 Times) — картина американского художника Энди Уорхола, созданная в 1963 году. Она выполнена в стиле поп-арта и ныне хранится в коллекции нью-йоркского Музея американского искусства Уитни, одновременно являясь частью собрания Метрополитен-музея. Она стала первой заказной картиной Уорхола. Её композиция состоит из четырёх рядов и девяти равных столбцов портретов Этель Реднер Скалл, известного коллекционера современного искусства.

## Супруги Скалл
Этель Скалл (урождённая Реднер) родилась в Бронкс (Нью-Йорк) в 1921 году. Её отец был успешным владельцем компании такси.
Роберт Скалл родился в Нью-Йорке в семье русских мигрантов, чья фамилия была англицизированной формой фамилии Сокольников. Его детство прошло в Нижнем Ист-Сайде, районе Манхэттена. Его интерес к современному искусству появился после посещения Метрополитен-музея в 10-летнем возрасте. Роберт Скалл познакомился с Этель, когда работал иллюстратором, а она училась в Школе дизайна Парсонс. Они поженились в 1944 году. Когда отец Этель решил оставить своё дело в силу возраста, он раздал акции своего бизнеса трём своим зятьям, среди которых был и Роберт Скалл, сумевший на этой базе создать процветающую компанию.
Роберт Скалл купил все работы, представленные на первой выставке Джаспера Джонса. «Этель Скалл 36 раз» была подарком Роберта Скалла своей жене на её 42-й день рождения. Однажды отвечая на вопрос интервьюера относительно обвинений в том, что он и его жена покупали искусство для инвестиций и для восхождения по социальной лестнице, Роберт Скалл ответил: «Всё это правда. Я бы предпочёл использовать искусство, чтобы подняться, чем что-нибудь ещё».

## Создание
В начале 1963 года Роберт Скалл попросил Уорхола написать портрет его жены в стиле «Диптиха Мэрилин» и других изображений этой актрисы авторства Уорхола. Это было время славы супругов Скалл. Уорхол отвёл Этель в фотостудию на Таймс-сквер и предложил ей сделать 300 чёрно-белых фотографий самой себя. Уорхол рассказывал ей анекдоты, пытаясь сделать её фотографии более откровенными. Одна из раскрашенных вручную фото-полос с этой сессии находится в коллекции Музея Гетти.

## Значение
По некоторым данным Уорхол сделал около 1000 портретов, многие из которых были заказными. В 1974 году он принял заказ от Гунтера Закса нарисовать тогдашнюю его жену Бриджит Бардо, а затем также создал портрет самого Закса. К другим заказам в частности относится портрет 1985 года Ланы Тёрнер, оплаченный самой актрисой.
«Этель Скалл 36 раз» был первым заказным портретом Уорхола и отправной точкой в его бизнесе по созданию портретов по просьбам богатых знаменитостей.
Изображения людей часто создавались Уорхолом по фотографиям, которые он находил в печатных изданиях. При написании «Диптиха Мэрилин» использовалась киноафиша. «Этель Скалл 36 раз» стала первым случаем, когда Уорхол создал своё произведение на основе фотографий, которые он сделал сам.

## Провенанс
После развода с женой Роберт Скалл заявил свои права на владение картиной. Этель же утверждала, что она была подарком её тогдашнего мужа, а значит являлась её собственностью. Ныне права на «Этель Скалл 36 раз» принадлежат Музею американского искусства Уитни и Метрополитен-музею.